# Riu Kítxmenga
El riu Kítxmenga (en rus Кичменга o Кичменьга) passa per l'óblast de Vólogda, al nord de Rússia. Pertany a la conca hidrogràfica del Dvinà Septentrional, desemboca al riu Iug.
Neix als monts Urals, al llac Kítxmenga, prop de Kitxmengisk Gorodok. S'alimenta de les pluges i de les neus que cauen a la zona. Té una longitud de 208 km i una conca de 2.330 km². Es glaça de gener a abril o maig.